# Ariadna lemosi
Espèce
Ariadna lemosi est une espèce d'araignées aranéomorphes de la famille des Segestriidae.

## Distribution
Cette espèce est endémique du Brésil. Elle se rencontre au Minas Gerais, dans l'État de São Paulo, au Paraná et au Rio Grande do Sul.

## Description
Le mâle holotype mesure 6,72 mm, les mâles mesurent de 4,72 à 6,72 mm.

## Étymologie
Cette espèce est nommée en l'honneur de Rafael Yuji Lemos.

## Publication originale
- Giroti & Brescovit, 2018 : The taxonomy of the American Ariadna Audouin (Araneae: Synspermiata: Segestriidae). Zootaxa, no 4400(1), p. 1-114.